# Enveloppe (vesting)

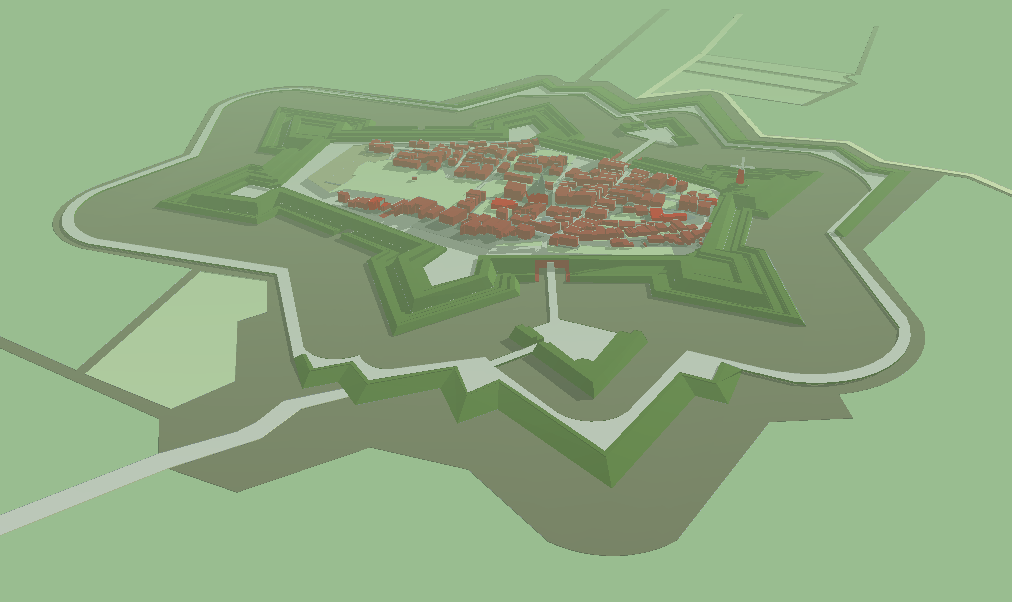
Rondom de hoofdgracht de enveloppe met bedekte weg die twee glacissen verbinden. Buiten de enveloppen een buitengracht of singel

Onder enveloppe verstaat men bij een vestingwerk doorgaans een doorlopende smalle strook grond die rond de hoofdgracht gelegen was en waarlangs de troepen zich konden verplaatsen. Vaak was de enveloppe daartoe voorzien van een bedekte weg. De enveloppe werd op haar beurt weer omringd door de buitengracht.
Soms wordt ook een aaneenschakeling van buitenwerken aangeduid als enveloppe, zoals de aan elkaar geschakelde bastions in de Linie van Du Moulin in Maastricht.
acces · affuit · approche · arsenaal · banket · barbacane · barbette · bastion · bastei · batterij · bedekte weg · beer · berm · blokhuis · bolwerk · borstwering · bres · buitenwerk · bunker · bonnet-traverse · caponnière · circumvallatielinie · citadel · contravallatielinie · contre-approche · contrefossé · contregarde · coupure· contrescarpe · courtine · couvre-face · cunette · damsluis · Dienst der Fortificatiën · demi-lune · dwingel · enveloppe · erkertoren · escarpe · face · faussebraye · flank · flèche · fort · fossé · glacis · gracht · halve maan · hamei · hoornwerk · inundatie ·  inundatiekanaal · inundatiesluis · Italiaans vestingstelsel · kat · kazemat · keel · kroonwerk · kruithuis · landpoort · linie · lunet · mezekouw · Nieuw Nederlands Vestingstelsel · onderwal · ontmanteling · opril · Oud-Nederlands vestingstelsel · palissade · papenmuts · plongee · polygonaal stelsel · poortgebouw · poterne · pulvertoren · ravelijn · redan · redoute · reduit · retranchement · rondeel · saillant · sas · schans · schietgat · schilderhuis · schootsveld · singel · sortie · stadsmuur · stadspoort · tamboer · terreplein · tenaille · tobruk · torenfort · traverse · valhek · verdedigingswerk · vesting · vestingstad · voorwerk · wal · walstraat · waltoren · wapenplaats · waterlinie · waterpoort · weermuur · wolfskuil · zwaluwstaart